# Доротея Мария Ангальтская
София Доротея Мария Ангальтская (нем. Sophie Dorothea Maria von Anhalt; 2 июля 1574, Дессау, Ангальт-Дессау — 18 июля 1617, Веймар) — ангальтская принцесса, в замужестве — герцогиня Саксен-Веймарская.

## Биография
Доротея Мария — дочь князя Иоахима Эрнста Ангальтского и его второй супруги Элеоноры Вюртембергской. В 1586—1593 годах Доротея Мария служила аббатисой в Гернродском монастыре и покинула этот пост ради бракосочетания с герцогом Иоганном III Саксен-Веймарским. Свадьба состоялась 7 января 1593 года в Альтенбурге. В 43 года герцогиня Доротея Мария умерла в результате несчастного случая при падении с лошади. В ходе траурных церемоний младший брат Доротеи Марии князь Людвиг I Ангальт-Кётенский основал Плодоносное общество, объединившее его единомышленников. Похоронена в веймарской церкви Свв. Петра и Павла.

## Потомки
У супругов родилось одиннадцать сыновей и одна дочь:
- Иоганн Эрнст (1594—1626), герцог Саксен-Веймарский
- Кристиан Вильгельм (1595)
- Фридрих (1596—1622)
- Иоганн (1597—1604)
- Вильгельм (1598—1662) — герцог Саксен-Веймарский, женат на Элеоноре Доротее Ангальт-Дессауской
- мертворождённый (1598), близнец Вильгельма
- Альбрехт (1599—1644), женат на Доротее Саксен-Альтенбургской
- Иоганн Фридрих (1600—1628)
- Эрнст I (1601—1675), женат на Елизавете Софии Саксен-Альтенбургской, после раздела наследства в 1640 году герцог Саксен-Готский
- Фридрих Вильгельм (1603—1619)
- Бернхард (1604—1639), герцог Франконии, военачальник
- Иоганна (1606—1609).